# Ribonukleaza
Ribonukleaza, skraćeno RNaza je enzim koji ubrzava razgradnju molekula RNK.
Ribonukleaza služi za probavu bjelančevina. Vanjsko lučenje ovog enzima obavlja gušterača.
Ribonukleaze dijelimo na endoribonukleaze i egzoribonukleaze. Obuhvaćaju nekoliko podrazreda enzima unutar EC 2.7 (za fosforolitične enzime) i 3.1 (za hidrolitične enzime).